# Нормальна форма Хомського
Нормальна форма Хомського (НФХ - бінарна нормальна форма) встановлюється для приведеної контекстно-вільної (КС) граматики, всі правила якої мають вигляд:
1. A->BC, де A,B,C належать N (множині нетермінальних символів), ані B ані C не можуть бути джерелом S.
2. A-> a, де a належить {\displaystyle \Sigma }
3. S -> {\displaystyle \varepsilon }, якщо {\displaystyle \varepsilon \in } L(G), де S - джерело.